# Lima (Ohio)
Lima (Aussprache: laɪmə) ist eine City im US-Bundesstaat Ohio und Sitz der Countyverwaltung (County Seat) des Allen Countys. Die Stadt liegt im Nordwesten von Ohio an Interstate Highway 75 zirka 116 km nördlich von Dayton und 125 km südsüdwestlich von Toledo.
Das U.S. Census Bureau hat bei der Volkszählung 2020 eine Einwohnerzahl von 35.579 ermittelt. Lima ist Teil und die bedeutendste Stadt der Lima, Ohio Metropolitan Statistical Area, die wiederum Teil der Lima-Van Wert-Wapakoneta, Ohio Combined Statistical Area ist.
Die nach der Hauptstadt von Peru benannte Stadt wurde 1831 gegründet und 1834 offiziell zur City erklärt.

## Geschichte

### Frühgeschichte (bis 1831)
In den Jahren nach dem Amerikanischen Unabhängigkeitskrieg – besonders nach dem Vertrag von Greenville (1794) – bildeten die Shawnee-Indianer die bedeutendste Bewohnerschaft der Region. 1817 schufen die Vereinigten Staaten für die Shawnee die im Gebiet der heutigen Countys Allen und Auglaize gelegene Hog Creek Reservation. Die Umsiedlung der Shawnee in dieses Reservat machte die Erschließung der bis dahin von Indianern bewohnten Gebiete für europäischstämmige Siedler möglich, und im Februar 1820 wurde Allen County gegründet. 1831 verzichteten die Shawnee auf alle Territorialansprüche auf dem Gebiet der Vereinigten Staaten und wanderten nach Texas aus, wodurch Allen County nun vollständig den europäischstämmigen Siedlern überlassen war. Lima wurde Countysitz.

### Aufstieg (1831–1918)
In den folgenden Jahren erhielt Lima sein erstes Gerichtsgebäude, die erste Schule, ein Arzt zog zu, die erste Lokalzeitung erschien. 1842 wurde Lima offiziell zur Stadt erklärt. Henry DeVilliers Williams wurde der erste Bürgermeister. Der wirtschaftliche Aufstieg der Stadt wurde beschleunigt, als sie 1854 ans Eisenbahnnetz angeschlossen wurde. Eine Choleraepidemie, die 1854 im Nachbarort Delphos begann, führte zu massiven Problemen mit der Trinkwasserversorgung, die erst 1886 behoben werden konnten, indem Lima ein städtisches Wasserleitungssystem errichtete.
Das bedeutendste Wirtschaftsunternehmen der Stadt waren die 1869 gegründeten Lima Agricultural Works, die ihren Namen und ihre Tätigkeitsfelder in den folgenden Jahren wiederholt wechselten. 1882 baute das Unternehmen, das inzwischen den Namen Lima Machine Works trug, die erste Dampflokomotive mit Shay-Getriebe. 1885 begann der Geschäftsmann Benjamin C. Faurot nach Erdgas zu bohren, das er für seine Papiermühle nutzen wollte; statt Gas fand er am 19. Mai 1885 Erdöl. Das Ölfeld, das John D. Rockefellers Standard Oil Company nach Lima brachte, blieb für eine Dekade das größte des Landes.
1882 erhielt Lima mit Benjamin Faurots Opera House ein Theater, dessen Gebäude so beeindruckend war, dass es in New York City wiederholt kopiert wurde. 1907 entstand das erste Filmtheater. Im frühen 20. Jahrhundert gründeten Benjamin A. Gramm und Max Bernstein die Gramm-Bernstein Company, ein Pionierunternehmen der Lastkraftwagenindustrie, das während des Ersten Weltkrieges den Militärlastwagen Liberty Truck produzierte.

### 1920er Jahre
Der starke Bevölkerungszuwachs nach dem Ersten Weltkrieg erforderte eine umfassende Reorganisation der Administration der Stadt. In politischer Hinsicht war Lima in dieser Zeit durch scharfe Gegensätze geprägt. 1912 unterstützten die Wähler für kurze Zeit einen sozialistischen Bürgermeister. Ein Jahrzehnt später war Lima eine Hochburg der berüchtigten Schwarzen Legion des Ku-Klux-Klan, die hier am 1. August 1923 eine Parade durchführte, die ca. 100.000 Teilnehmer anzog.
In wirtschaftlicher Hinsicht waren die 1920er Jahre für Lima eine Blütezeit. 1925 bauten die aus der Lima Machine Works hervorgegangene Lima Locomotive Works die Lima A-1, eine Maschine, die der Prototyp der modernen Dampflokomotivklasse Berkshire wurde. Als Tochterunternehmen der Lima Locomotive Works, Inc. entstand die Ohio Power Shovel Company. 1927 gründete John E. Galvin in Lima die Superior Coach Company, die in den folgenden zwei Jahrzehnten zum landesweit größten Produzenten von Schulbussen und Leichenwagen wurde.

### Zwischenkriegszeit und Zweiter Weltkrieg
Da die Bevölkerung von Allen County während der Weltwirtschaftskrise weiterhin stark anstieg, wurde die Stadtverwaltung 1933 erneut reorganisiert. Ebenfalls 1933 erhielt die Stadt ein neues Krankenhaus, das Lima Memorial Hospital, und der Gangster John Dillinger brach aus dem Gefängnis der Stadt aus, ein Vorfall, in dessen Verlauf der Sheriff des County, Jess Sarber, erschossen wurde.
Während des Zweiten Weltkrieges florierte die Wirtschaft von Lima, nachdem hier im staatlichen Auftrag das Lima Tank Depot eingerichtet worden war.

### Jüngere Geschichte
Als die Industrie nach 1945 wieder auf den Bedarf der Friedenszeiten umgestellt wurde, geriet Lima wirtschaftlich in eine Krise, die jedoch überwunden werden konnte, als die Produktion von Panzern nach dem Beginn des Koreakrieges (1950–1953) wieder aufgenommen wurde. In den 1960er Jahren setzte sich der Aufschwung in Lima fort. 1962 erhielt die Stadt einen neuen Flughafen, wenig später eröffnete die Ohio State University in Lima einen eigenen Campus. Im Januar 1969 drangen nach einem Bruch in einer Erdölleitung 340.000 Litern Öl ins Kanalisationssystem von Lima ein und führten zu Explosionen und Bränden. Während der 1950er, 1960er und 1970er Jahre wurde die Stadt immer wieder vom Bürgerrechtskampf bewegt. Im August 1970 kam es nach der Erschießung einer afroamerikanischen Frau zu Rassenunruhen.
Während des Niedergangs des Rust Belt in den 1970er und 1980er Jahren verließen viele Industrieunternehmen Lima. In den folgenden Jahren schlossen der Personenbahnhof, das bis dahin bedeutende District Tuberculosis Center, der Bushersteller Superior Coach Cormpany, die Firmen Clark Equipment Company, Airfoil Textron und Sundstrand. Die Bevölkerung, die in den 1970er Jahren noch 52.000 Personen betragen hatte, schrumpfte bis 1999 auf 45.000.
Ein florierender Wirtschaftszweig ist in Lima seit den 1970er Jahren hingegen der Einzelhandel. Einer der größten Arbeitgeber ist mit gegenwärtig ca. 1.600 Beschäftigten die Ford Motor Company.
In Lima wird seit den 1980er Jahren der amerikanische Kampfpanzer Abrams gebaut.

## Geografie
Lima hat die geografischen Koordinaten 40°44′27″N, 84°6′54″W (40,740700, −84,114997). Die Stadt hat eine Fläche von 33,4 km², von der 33,1 km² Landfläche sind. Die Stadt liegt am Ottawa River, der von den Einheimischen gelegentlich aber auch als Hawg Creek bezeichnet wird.

## Einwohner
Bei der Volkszählung im Jahr 2000 wurden in Lima 40.081 Einwohner, 15.410 Haushalte und 9.569 Familien gezählt. Die Bevölkerungsdichte betrug 1.211 pro km². 71,3 % der Einwohner waren Weiße, 24,5 % Afroamerikaner, 0,3 % Native Americans, 0,5 % Asiaten, 1,0 % Andere; 2,4 % gaben gemischte Abstammung an. 2,0 % der Einwohner waren Hispanics oder Latinos.
Das mittlere (Median) Haushaltseinkommen betrug 27.067 US-$, das mittlere Familieneinkommen 32.405 $. Männer hatten ein mittleres Einkommen von 29.149 $, Frauen von 22.100 $. Das mittlere Einkommen pro Person betrug 13.882 $. Etwa 19,2 % der Familien und 22,7 % der Einwohner lebten unterhalb der Armutsgrenze.

## Söhne und Töchter der Stadt
- Charles William Fulton (1853–1918), Politiker
- James T. Begg (1877–1963), Politiker
- Edna de Lima, bürgerlich Edna Burton (1879–1968), Sopranistin und Übersetzerin
- John L. Cable (1884–1971), Politiker
- Orville O. Dull (1888–1978), Regieassistent, Filmregisseur und Filmproduzent
- Walter Baldwin (1889–1977), Schauspieler
- Thomas L. Sprague (1894–1972), Admiral der United States Navy
- Robert Edward Brennan (1897–1975), Psychologe, Philosoph und katholischer Theologe
- Turpin Bannister (1904–1982), Architekturhistoriker
- Phyllis Diller (1917–2012), Komikerin und Schauspielerin
- Jerry Byrd (1920–2005), Countrymusiker
- Helen O’Connell (1920–1993), Sängerin und Schauspielerin
- Donald Richie (1924–2013), Schriftsteller und Journalist
- Billy E. Rhoades (1928–2021), Mathematiker
- Bud Collins (1929–2016), Journalist und TV-Tenniskommentator
- Donald F. Steiner (1930–2014), Biochemiker
- Sue W. Kelly (* 1936), Politikerin
- Joe Henderson (1937–2001), Jazzmusiker
- Jane Reichhold (1937–2016), Objektkünstlerin und Haiku-Poetin
- Alan Jardine (* 1942), Popmusiker
- Thomas Lynch (* 1942), Konteradmiral der United States Navy
- Alan Kingsbery (* 1954), Radrennfahrer
- Joe Manley (* 1959), Boxer im Halbweltergewicht
- James Black (* 1962), Schauspieler und Footballspieler
- Al Snow (* 1963), Wrestler
- Dennis Walsh (* 1965), römisch-katholischer Bischof von Davenport
- Justin O’Neal (* 1977), Tennisspieler
- Clay Tucker (* 1980), Basketballspieler
- Ben Roethlisberger (* 1982), American-Football-Spieler
- Tyler Ford (* 1985), Basketballschiedsrichter
- Chloe Mustaki (* 1995), irische Fußballspielerin

## Film über Lima
- Lost in Middle America and what happened next, Dokumentarfilm von Scott Craig und David Crouse, 2006 für PBS produziert

## Sonstiges
- Die von Fox produzierte Fernsehserie Glee spielt an der fiktiven William McKinley High School in Lima.